# أندري تشوردا

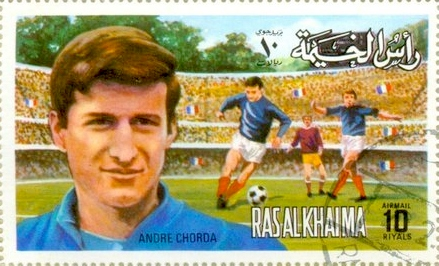
أندري تشوردا

أندريه تشوردا (20 فبراير 1938 في تشارليفال) (بالفرنسية: André Chorda)‏ لاعب كرة قدم فرنسي معتزل كان يجيد اللعب في خط الدفاع .
لعب تشوردا في أندية نيس (1957-1962) بوردو (1962-1969) نيس مجددا (1970-1974) .
ساهم في تتويج نادي نيس ببطولة دوري الدرجة الأولى موسم 1958/1959 .
شارك تشوردا مع منتخب فرنسا في بطولة كأس الأمم الأوروبية لكرة القدم 1960 التي أقيمت في فرنسا حيث احتل المركز الرابع بعد الخسارة من منتخب يوغوسلافيا 4/5 في الدور النصف النهائي ومن منتخب تشيكوسلوفاكيا 0/2 في مباراة تحديد صاحب المركز الثالث . تم استدعاء تشوردا مجددا للاشتراك في بطولة كأس العالم لكرة القدم 1966 التي أقيمت في إنجلترا ولكنه لم يشارك في أي مباراة . في المجموع فإن تشوردا لعب 24 مباراة دولية من دون أن ينجح في تسجيل أي هدف في الفترة من 1960 إلى 1966 .

## روابط خارجية
- أندري تشوردا على موقع الاتحاد الدولي (مؤرشف)  (الإنجليزية)
- أندري تشوردا على موقع قاعدة بيانات كرة القدم.إي يو (الإنجليزية)
- أندري تشوردا على موقع ليكيب (الفرنسية)
- أندري تشوردا على موقع ناشيونال فوتبول تيمز (الإنجليزية)